# Chiesa di Sant'Eustachio (Bobbio)
La chiesa di Sant'Eustachio è una chiesa parrocchiale del vicariato di Bobbio, Alta Val Trebbia, Aveto e Oltre Penice della diocesi di Piacenza-Bobbio, situata nella frazione di Vaccarezza di Bobbio in provincia di Piacenza.
L'attuale chiesa parrocchiale venne eretta come chiesa della cella monastica di Vaccarezza (ant. Vacaritia), toponimo derivato dall'allevamento di bestiame praticato nella zona e documentato anche nell'estimo dell'862. La cella venne fondata nel VII secolo e dipese dal monastero di Bobbio.
Nell'XI secolo il territorio, la cella monastica e la chiesa passarono come altre alle dipendenza della Diocesi di Bobbio e del Vescovo. Sempre in un documento del 1190 compare la dedicazione a Sant'Eustachio (cit. "Vacaritia - in honorem S. Eustachii")
La chiesa a navata unica venne completamente rimaneggiata più volte fino al XIX secolo, ma della parte antica rimangono pressoché intatti il presbiterio e il coro. La facciata è in arenaria e la torre campanaria è del 1928.
Anticamente la parrocchia di Vaccarezza era soggetta al patronato, ossia il diritto di presentazione e nomina del parroco per l'accettazione dal vescovo, da parte dei nobili Monticelli, che possedevano nei pressi il loro palazzo estivo ed il castello in località Poggiolo. In seguito per matrimonio le proprietà passarono ai Malaspina ancora oggi proprietari.
La festa annuale è il 20 settembre, si festeggia anche il compatrono Sant'Antonio abate con la benedizione degli animali, del sale e dei mezzi agricoli.

## Bibliografia

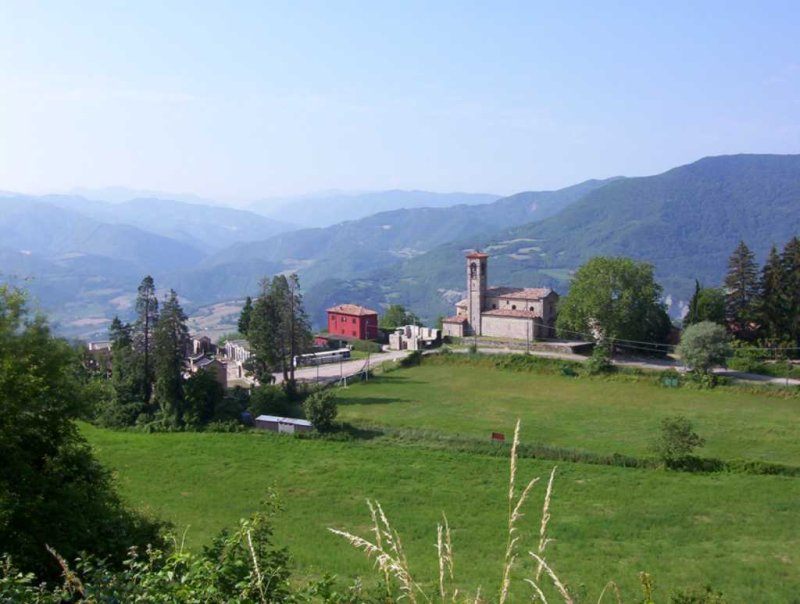
Visione dall'alto della chiesa, del cimitero, del campo di calcio nella località Poggiolo